# National Academy of Education
Die National Academy of Education (NAEd) ist eine Non-Profit NGO in den USA, die hochwertige erziehungswissenschaftliche Forschung unterstützt, um die Bildungspolitik und -praxis zu verbessern. Gegründet 1965, besteht sie zurzeit aus 197 gewählten regulären Mitgliedern (fellows) und 41 weiteren Gelehrten, die Emeriti, assoziierte Ausländer und emeritierte assoziierte Ausländer sind. Die Wahl erfolgt aufgrund herausragender Leistungen in der wissenschaftlichen Pädagogik. Ihren Sitz hat sie in Washington, D.C.
Zur Heranbildung der nächsten Forschergeneration bestehen professionelle Entwicklungsprogramme. So gibt es seit 1986 das NAEd/Spencer Postdoctoral Fellowship Program und seit 2011 das NAEd/Spencer Dissertation Fellowship Program.

## Leitung und Arbeit
Die National Academy of Education wird von einem neunköpfigen Vorstand geleitet.  Seit 2017 war Gloria Ladson–Billings, seit November 2021 ist Carol Lee (Northwestern University) die Präsidentin.

### Liste der Präsidenten
- 1965–1969 Ralph W. Tyler
- 1969–1973 Lawrence A. Cremin
- 1973–1977 Patrick Suppes
- 1977–1981 Stephen Bailey
- 1981–1985 Robert Glaser
- 1985–1989 Patricia Albjerg Graham
- 1989–1993 Lee Shulman
- 1993–1997 Carl F. Kaestle
- 1997–1998 Ann L. Brown
- 1998–2001 Ellen Condliffe Lagemann
- 2001–2005 Nel Noddings
- 2005–2009 Lorrie A. Shepard
- 2009–2013 Susan Fuhrman
- 2013–2017 Michael J. Feuer
- 2017–2021 Gloria Ladson-Billings
- seit 2021 Carol Lee[1]

### Mitglieder (Fellows)
Siehe vollständige Liste in der englischen Wikipedia, darunter aktuell:
- Deborah Loewenberg Ball, Mathematikdidaktik
- Hyman Bass, Mathematikdidaktik
- Linda Darling-Hammond, Bildungsforschung
- Howard Gardner, Kognitionspsychologie
- Carol Gilligan, Entwicklungspsychologie
- Hanna Holborn Gray, Bildungsgeschichte
- Amy Gutmann, Politologie
- Eric Hanushek, Bildungsökonomie
- Rucker Johnson, Bildungsökonomie
- David Klahr, Entwicklungs- und Lernpsychologie
- John W. Meyer, Soziologie
- Richard Murnane, Bildungsökonomie
- Nel Noddings, Philosophiedidaktik
- Alejandro Portes, Bildungssoziologie
- Diane Ravitch, Bildungsgeschichte
- Cecilia Rouse, Bildungsökonomie
- Alan H. Schoenfeld, Mathematikdidaktik
- Robert S. Siegler, Kognitionspsychologie
- Robert Sternberg, Kognitionspsychologie
- Marta Tienda, Bildungssoziologie
- Bernard Weiner, Motivationspsychologie
- William Julius Wilson, Bildungssoziologie
- Sam Wineburg, Geschichtsdidaktik

### Forschungsinitiativen
- Big Data: Balancing Research Needs and Student Privacy
- Reaping the Rewards of Reading for Understanding
- Methods and Policy Uses of International Large–Scale Assessments

### Jüngere Berichte
- James A. Banks, Marcelo M. Suárez–Orozco, Miriam Ben–Peretz, National Academy of Education: Global migration, diversity, and civic education : improving policy and practice. New York, NY 2016, ISBN 978-0-8077-5809-0.
- Past as Prologue: The National Academy of Education at 50. Members Reflect. (PDF) 2015, abgerufen am 21. Dezember 2021.
- Workshop to Examine Current and Potential Uses of NCES Longitudinal Surveys. Abgerufen am 21. Dezember 2021 (amerikanisches Englisch).
- National Research Council: Getting Value Out of Value–Added: Report of a Workshop. The National Academies Press, Washington, DC 2010, ISBN 978-0-309-14813-9 (nap.edu [abgerufen am 21. Dezember 2021]).

## Einzelbelege
1. ↑  Board of Directors. Abgerufen am 21. Dezember 2021 (amerikanisches Englisch).